# My Second Birth/My Only Death
My second birth my only death è il secondo album in studio del gruppo musicale gothic rock italiano This Void Inside pubblicato il 16 luglio 2018.

## Il disco
Dieci anni dopo il precedente album Dust i This Void Inside pubblicano tramite l'etichetta Agoge Records "My second birth/My only death". Il disco vede la presenza dei nuovi membri Frank Marrelli e Alberto Sempreboni alle chitarre e di Simone Gerbasi alla batteria, oltre ai membri storici Dave Shadow e Saji Connor. Musicalmente lo stile del gruppo si mantiene su coordinate che spaziano dal Gothic Rock fino alla musica pop, elettronica e Gothic metal. Sul brano Meteora appaiono come special guest Max Aguzzi ex cantante del gruppo power metal Dragonhammer e Diego Reali ex DGM.

## Tracce
1. My Second Birth / My Only Death (intro)
2. Betrayer MMXVIII
3. Relegate My Past
4. Memories' Dust
5. Trapped In Daze
6. Here I Am
7. Another Fucking Love Song
8. Losing My Angel
9. Meteora
10. Ocean Of tears
11. All I Want Is U
12. Break Those Chains
13. The Artist And The Muse (bonus track)
14. Downtrodden (bonus track)

## Formazione
- Dave Shadow – voce, synth
- Saji Connor - basso
- Frank Marrelli - chitarra
- Alberto Sempreboni - chitarra
- Simone Gerbasi - batteria